# Pappel-Blatteule
Die Pappel-Blatteule (Ipimorpha subtusa), auch Pappelbusch-Blatteule genannt, ist ein Schmetterling (Nachtfalter) aus der Familie der Eulenfalter (Noctuidae).

## Merkmale

### Falter
Die Flügelspannweite der Falter beträgt 29 bis 34 Millimeter. Die Grundfarbe der Vorderflügel variiert von graubraun bis zu rötlich braun. Äußere und innere Querlinie verlaufen schwach gebogen, nicht parallel und sind hell angelegt. Die Wellenlinie ist zuweilen undeutlich. Zapfen-, Nieren- und Ringmakel sind groß, leicht verdunkelt und dünn weißgelb umrandet. Der Saum verläuft relativ gerade. Die Hinterflügel sind zeichnungslos graubraun, an der Wurzel etwas aufgehellt. Der Saugrüssel der Falter ist gut entwickelt. Die Fühler der Männchen sind kurz bewimpert, diejenigen der Weibchen fadenförmig. Der Thorax ist mit einem deutlichen, kammförmigen Haarbüschel versehen.

### Ei
Das kugelige, gelbliche Ei ist an der Basis abgeplattet. Es ist mit kräftigen, leicht gezackten Rippen überzogen, von denen etwa die Hälfte die sehr kleine, abgesenkte Mikropylzone erreichen.

### Raupe
Jüngere Raupen haben eine helle grünliche Färbung und sind mit weißlichen Rücken- und Nebenrückenlinien sowie weißgelben Seitenstreifen und schwarzen Punktwarzen versehen. Der Kopf hat eine schwarze Farbe. Bei den erwachsenen Tieren ist der Kopf grünlich bis bräunlich. Die übrigen Zeichnungselemente entsprechen im Wesentlichen denjenigen der Jungraupen.

### Puppe
Die Puppe ist rotbraun gefärbt und zeigt am Kremaster zwei fast gerade, divergierende Dornen.

### Ähnliche Arten
Bei den Faltern der ähnlich gezeichneten Weidenbusch-Blatteule (Ipimorpha retusa) ist eine deutliche Einbuchtung unterhalb des spitz vorgezogenen Apex am Saum der Vorderflügel vorhanden. Ihnen fehlen außerdem die Zapfenmakel.

## Geographische Verbreitung und Lebensraum
Die Pappel-Blatteule ist in fast ganz Europa verbreitet. Richtung Osten reicht das Verbreitungsgebiet bis zum Pazifischen Ozean. In den Alpen steigt sie bis in Höhen von 1600 Metern. Die Tiere sind in feuchten Gebieten, Waldlichtungen und Uferzonen, aber auch in trockenen Gegenden mit Zitter-Pappelbewuchs (Populus tremula) anzutreffen.

## Lebensweise
Hauptflugzeit der nachtaktiven Falter sind die Monate Juli bis September. Sie besuchen angelegte Köder und künstliche Lichtquellen. Als Nahrungspflanzen der überwiegend von Mai bis Juni lebenden Raupen dienen verschiedene Pappelarten  (Populus). Sie verspinnen sich gerne zwischen den Blättern junger Triebe. Überwinterungsstadium ist das Ei.

## Gefährdung
Die Pappel-Blatteule ist in den meisten deutschen Bundesländern nicht selten und ist gemäß der Roten Liste nicht gefährdet.